# 藁城宮酒
藁城宫酒是河北藁城出产的一种白酒。当地酿酒历史悠久，1945年，晋察冀边区当局以藁城及周边五个县十三家私人酒坊之人员和设备，合并成立“藁城县酒厂”，后数度改制、易名。酒厂生产的宫酒与当地所产的宫面、宫灯并称为“藁城三宫”。藁城宫酒乃以高粱、大米、小米、糯米为原料，用小麦制大曲为糖化发酵剂，通过传统固态发酵工艺酿制而成的浓香型白酒，具有甜香爽净、酒香浓郁的特点。藁城宫酒酿造技艺是石家庄市级非物质文化遗产，近年来，藁城宫酒在不断传承传统酿造技艺的同时，与现代酿酒工艺相结合，实现产业化生产，系列酒品远销国内外。